# Karl von Reichenbach

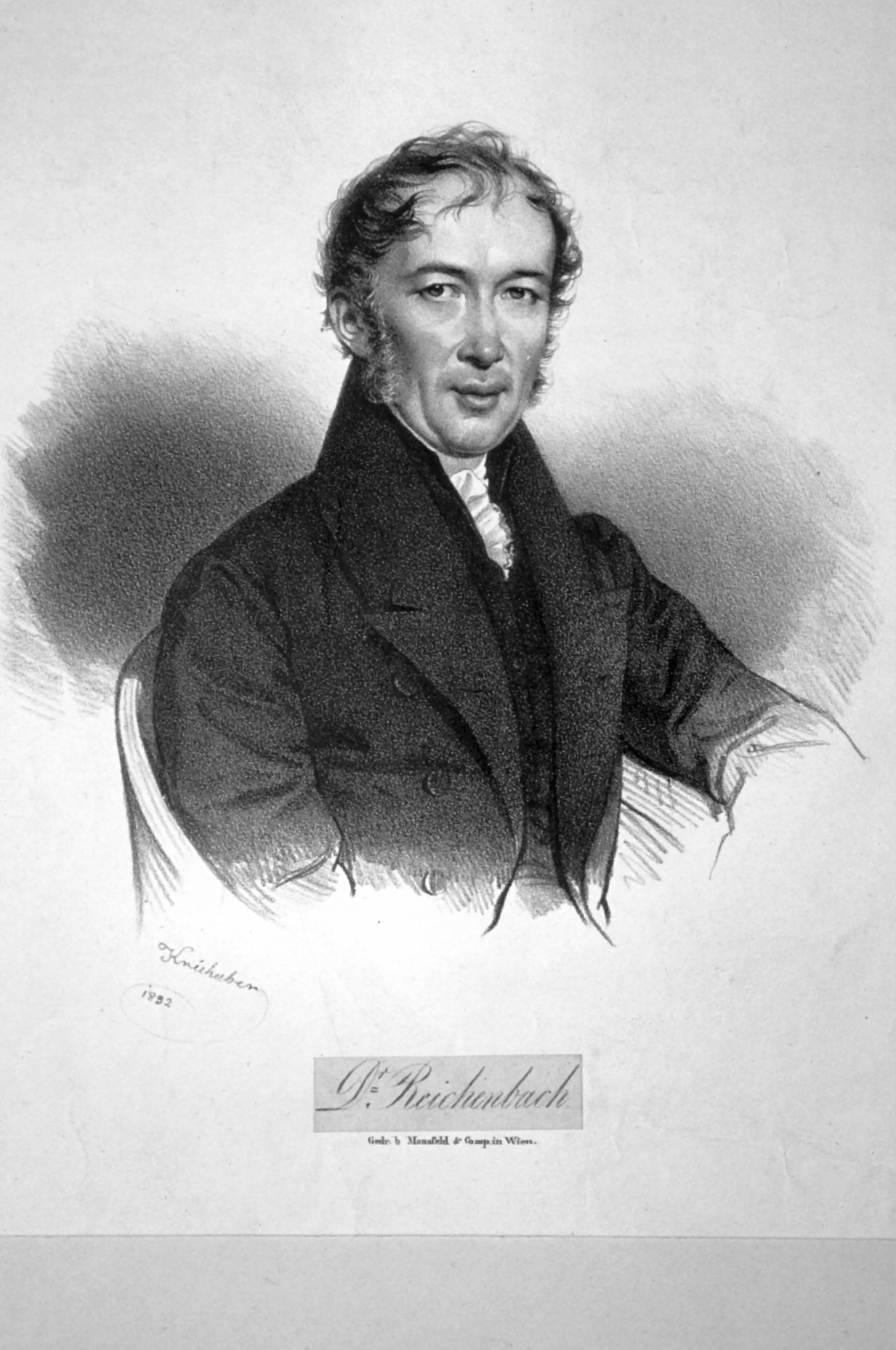
Karl Reichenbach, Lithographie von Josef Kriehuber, 1832

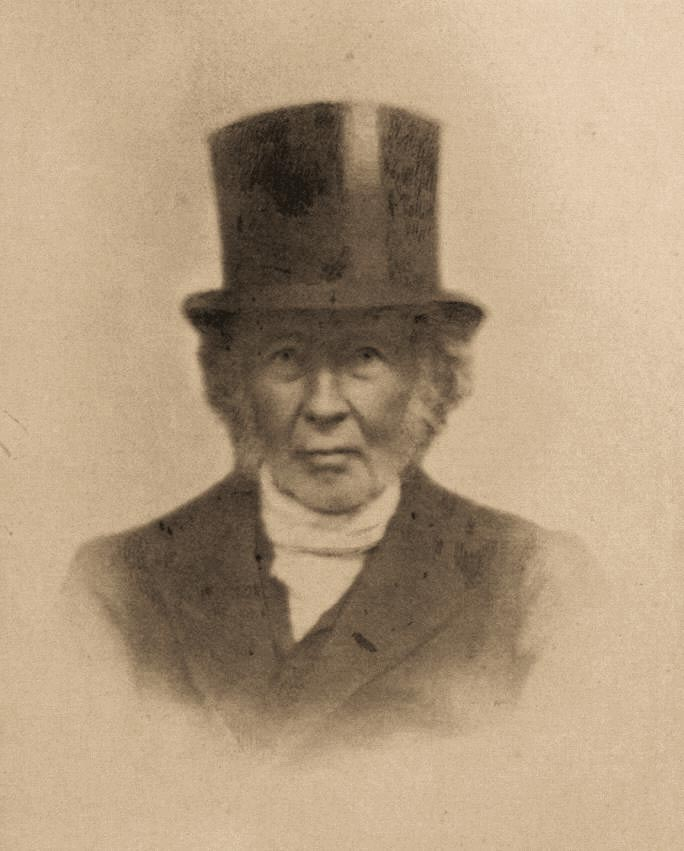
Karl von Reichenbach

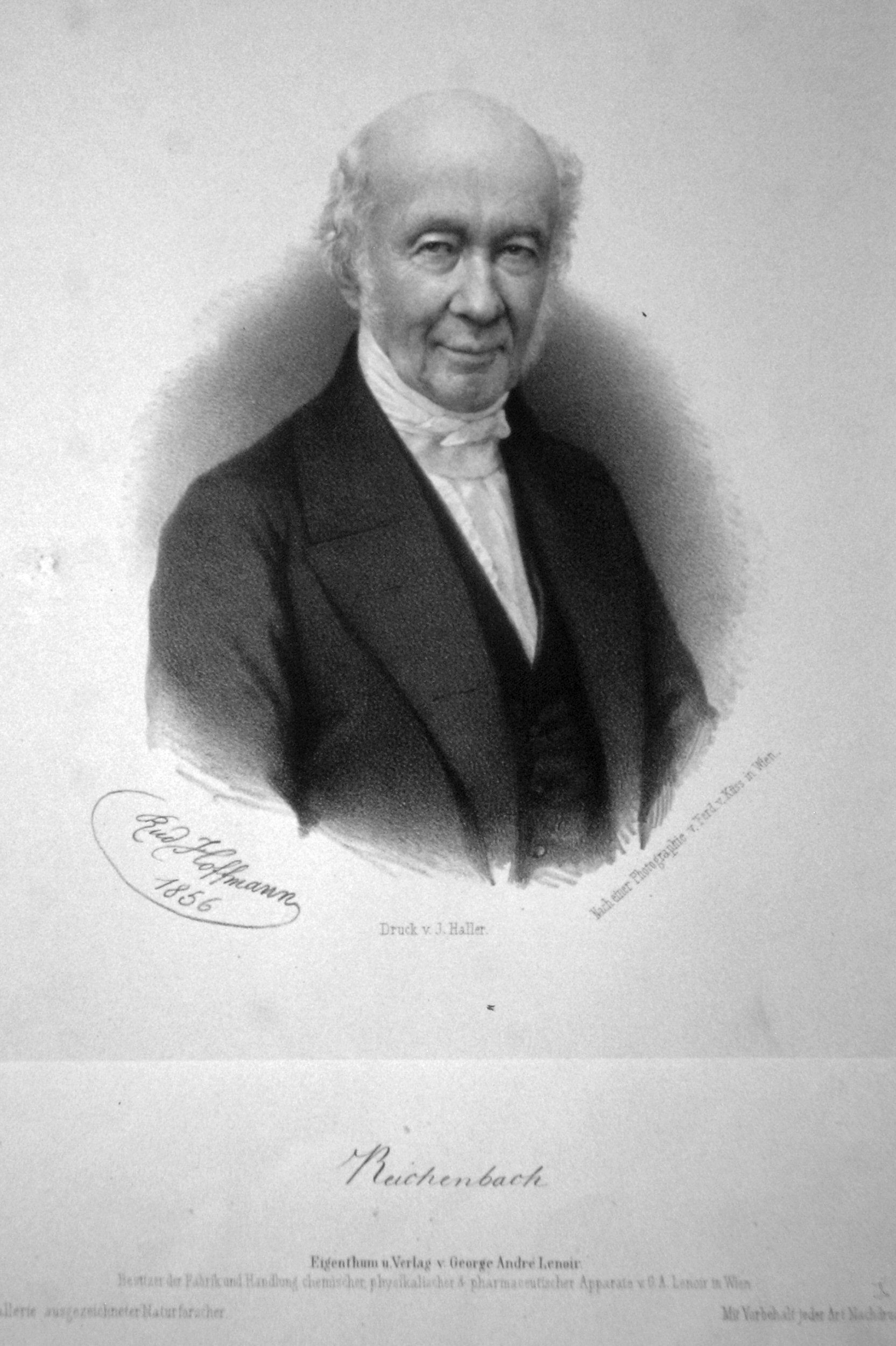
Karl von Reichenbach, Lithographie von Rudolf Hoffmann, 1856

Karl (Carl) Ludwig Friedrich (seit 1839 Freiherr von) Reichenbach (* 12. Februar 1788 in Stuttgart; † 19. Januar 1869 in Leipzig) war ein Industrieller, Ingenieur, Chemiker, Naturforscher und Philosoph.

## Leben und Werk
Reichenbachs Vater war Carl Ludwig Reichenbach (1757–1837), herzoglich württembergischer Bibliothekar und Archivar; die Familie hatte insgesamt vier Kinder. Der Großvater Jeremias Friedrich Reichenbach (1725–1810) entstammte der in Cannstatt ansässigen Chirurgenfamilie. Eine Tante von Karl Ludwig von Reichenbach war die Malerin Ludovike Simanowiz und ein Onkel von ihm war Wilhelm Heinrich (1763–1843), Leib- und Regimentsmedikus des Herzogs Friedrich Eugen von Württemberg in Mömpelgard.
Während seiner Studienzeit gründete Carl Ludwig Reichenbach 1806 in Tübingen eine Geheimgesellschaft zur Errichtung einer Kolonie auf Tahiti (Otaheiti) in der Südsee (Otaheiti-Gesellschaft). Ende 1808 wurde die Gesellschaft von der Polizei entdeckt und die meisten ihrer Mitglieder wegen des Verdachts auf Hochverrat verhaftet. Reichenbach wurde für einige Zeit auf dem Hohenasperg inhaftiert.
Nach dem Studium der Naturwissenschaften in Tübingen arbeitete er für die Eisenhammerwerke im badischen Hausach. Dort entwickelte und vermarktete er neuartige Öfen für die Holzverkohlung.
Nach seiner Promotion (Dr. phil., 1821) siedelte er ins mährische Blansko über und war dort von 1822 bis 1840 als Gutsverwalter und Leiter der Holzverkohlungs-Berg- und Hüttenbetriebe der Fürsten Salm-Reifferscheidt tätig. Seine Beschäftigung mit den Bestandteilen des Holzteers führte ihn zur Entdeckung des Paraffins (1830) und des Kreosots (1832) sowie anderer chemischer Stoffe. Durch eine Zufallsentdeckung gelang ihm die Synthese des ersten kommerziell hergestellten Farbstoffs, dem Pittakall. Am 15. November 1833 ging in Blansko ein Meteorit nieder. Dieses Ereignis faszinierte von Reichenbach derart, dass er seine Arbeiter tagelang ruhen ließ, bis der Meteorit gefunden wurde. In der Folgezeit nutzte er sein Vermögen auch dazu, eine bedeutende Meteoritensammlung anzulegen. Die Begriffe Kamacit, Taenit und Plessit für Bestandteile von Eisenmeteoriten gehen auf ihn zurück. 1869 schenkte er seine Sammlung der mineralogischen Schau- und Lehrsammlung in Tübingen, wo sie heute noch zu besichtigen ist.
1835 erwarb Reichenbach das Schloss Cobenzl bei Wien. Wegen seiner im Schloss durchgeführten Experimente erhielt er von den Wienern den Beinamen „Zauberer vom Cobenzl“. In dieser Zeit gewann auf Veranlassung von Justus von Liebig der Chemiker Ernst Sell wichtige Erkenntnisse zu Gründung und Betrieb der Sellschen Teerfabriken in Offenbach am Main.
Für seine Frau Friederike Louise geb. Erhard kaufte Reichenbach die um 1831 entstandene Liebesvase des Bildhauers Friedrich Distelbarth. Nach deren Tod 1835 schenkte er die Monumentalvase der Stadt Stuttgart, die ihn daraufhin 1836 zum Ehrenbürger ernannte. In der Ehe wurden fünf Kinder geboren, von denen ein Sohn und eine Tochter überlebten. Sie lebten später überwiegend in Wien.
Ab 1841 widmete sich von Reichenbach der Untersuchung wissenschaftlicher Grenzgebiete. Im Zentrum dieser Untersuchungen stand die von ihm postulierte Lebenskraft Od (von Odem). Das Od ist nach ihm eine dem Magnetismus ähnliche, alles durchdringende polare Kraft, die sich physikalisch nicht messen lasse, aber viele sinnlich wahrnehmbare Vorgänge veranlasse. In seinen Studien zur Odlehre behauptete von Reichenbach, dass besonders begabte Menschen (er nannte sie Sensitive) in dunklen Räumen schwache Lichterscheinungen bei Magneten und Kristallen wahrnehmen könnten. Reichenbachs Auffassung nach seien diese sensitiven Menschen unter anderem an bestimmten Verhaltens- und Temperamentsmerkmalen zu erkennen, die er zusammenfassend in seinem Werk "Wer ist sensitiv, wer nicht" beschreibt. Da er selber diese Gabe nicht habe, sei er folglich auf das außergewöhnliche sensorische Vermögen dieser Menschen angewiesen, so berichtete Freiherr von Reichenbach.    
1911 wurde die Reichenbachgasse in Wien-Favoriten nach ihm benannt.
2023 veröffentlichte Bettina Balàka den Roman Der Zauberer vom Cobenzl über Karl von Reichenbach. Im Roman hat Reichenbach die Töchter Hermine und Ottone. Laut Österreichischem Biographischem Lexikon 1815–1950 und Biographischem Lexikon des Kaiserthums Oesterreich hatte er einen Sohn Otto Eugen (1822–1850) und eine Tochter (Ottone) Hermine, verheiratete Schuh (1819–1902).

## Familie
Er heiratete 1810 in Stuttgart Friederike Louise Erhard († 1835), eine Tochter des Verlagsbuchhändlers Christoph Heinrich Erhard. Das Paar hatte mehrere Kinder:
- Karl (1811–1811)
- Reinhold (* 7. August 1812; † 1887) ⚭ Antonia von Hauer (* 10. Juli 1817)
- Emmeline Eunonnia (* 5. September 1813; † 11. Februar 1826)
- Hermine (Ottone) (* 5. September 1819; † 28. Oktober 1902), Botanikerin ⚭ 11. November 1849 Carl Schuh (* 29. Dezember 1806; † 5. Juni 1863) Fotograf, Naturforscher[8]
- Otto Eugen (* 9. Oktober 1822; † 9. Mai 1850)[9]

## Nachlass
Angeblich aus seinem Nachlass stammend wurden 1880 anonym die Schrift Caroline v. Linsingen, die Gattin eines englischen Prinzen. Ungedruckte Briefe und Abhandlungen (...) veröffentlicht.

## Mitgliedschaften
Seit 1854 war er Mitglied der Leopoldina.

## Werke
- Das Kreosot: ein neuentdeckter Bestandtheil des gemeinen Rauches, des Holzessigs und aller Arten von Theer, Eduard Anton, Halle 1833, urn:nbn:de:bvb:355-ubr01144-9
- Geologische Mitteilungen aus Mähren, Heubner, Wien 1834, doi:10.3931/e-rara-66584
- Physikalisch-physiologische Untersuchungen über die Dynamide des Magnetismus, der Elektrizität, der Wärme, des Lichtes, der Krystallisation, des Chemismus in ihren Beziehungen zur Lebenskraft
  - Band 1, 2. Aufl., Vieweg, Braunschweig 1849, Digitalisat
  - Band 2, Braunschweig 1850, Digitalisat
- Odisch-magnetische Briefe, Stuttgart 1852, Digitalisat; Neudrucke Ulm 1935 und 1955
- Der sensitive Mensch und sein Verhalten zum Ode, Stuttgart und Tübingen
  - Band 1, 1854 Digitalisat
  - Band 2, 1855 Digitalisat
- Köhlerglaube und Afterweisheit. Dem Herrn C. Vogt in Genf zur Antwort, Wilhelm Braumüller, Wien 1855, Digitalisat
- Wer ist sensitiv, wer nicht, Wilhelm Braumüller, Wien 1856, Digitalisat
- Odische Erwiederungen an die Herren Professoren Fortlage, Schleiden, Fechner und Hofrath Carus, Wilhelm Braumüller, Wien 1856, Digitalisat
- Die Pflanzenwelt in ihren Beziehungen zur Sensitivität und zum Ode, Wilhelm Braumüller, Wien 1858, Digitalisat
- Odische Begebenheiten zu Berlin in den Jahren 1861 und 1862 (PDF; 4,5 MB) Berlin 1862
- Aphorismen über Sensitivität und Od Wien 1866
- Die odische Lohe und einige Bewegungserscheinungen als neuentdeckte Formen des odischen Princips in der Natur Wien 1867